# MÁV 238 sorozat
A II. osztályú, később 238 sorozatú mozdonyok a MÁV első saját rendelésű személyvonati gőzmozdonya volt, melyet nagy számban vásároltak az akkoriban alakuló magánvasutak, majd ezek nagy részének államosításával e mozdonyaik is a MÁV-hoz kerültek.

## Történet
A  MÁV első személyvonati gépei a LOSONCZ típusú IIa. osztályú (később: 236 sorozat) voltak, amelyeket még a MÁV elődje, a Magyar Északi Vasút (MÉV) szerzett be. A MÁV egységes mozdonytípusok bevezetéséről döntött és a döntés a bécsújhelyi Sigl gyár mozdonyaira esett. Az új sorozat jellemzőit a MÁV a gyártóval közösen határozta meg.
Az új a MÁV-nál a II. osztályúnak jelölt mozdonyok alapvetően a IIa. osztályú mozdonyokra hasonlítottak, de a kazán méreteit nagyobbra tervezték, így a mozdony tömege, ezzel együtt a vonóereje is növekedett. Az egységesítés érdekében a mozdonyok keretszerkezete, kazánja, gépezete, vezérlése, futóműve és segédberendezései a lehető legnagyobb mértékig azonosak voltak a III. osztályú (később 335 sorozatú tehervonati mozdonyokéval, mindössze a kerekek és a gőzhengerek átmérője tért el; még a tengelytávolság is azonos volt.

## Műszaki leírás
A II. osztály kettős külső kettős lemezkerettel készült, tipikus Sigl-szerkezet volt. A lemezrugók a tengelyek fölött helyezkedtek el, a hátsó kettőt himba kötötte össze, tehát a mozdony négypontos felfüggesztésű volt. Mind a két hajtó, mind a futókerékpárt a keretben mereven ágyazták.
A kazán sík tűzszekrénnyel és módosított Crampton-rendszerű állókazán-fedéllel készült és telített, nedves gőzt szolgáltatott. A hátsó kapcsolt tengely mögött elhelyezett állókazán alul elkeskenyedve a keretek közé függeszkedett. Az 1,64 m²-es felületű rostély a keret oldallemezei között vízszintesen helyezkedett el és nem volt buktatható. A füstszekrény eredetileg rövid kivitelű volt, melyet később a legtöbb mozdonyon átalakították hosszú, ún. amerikai típusra. A mozdony kéményét az első sorozatoknál „gólyafészek” szikrafogóval szerelték fel, később egyszerű, enyhén kiszélesedő Prüssmann-rendszerű lett.
Az iker elrendezésű gépezet két hengere a kereten kívül, a futókerékpár előtt helyezkedett el. A téglalap keresztmetszetű hajtó- és csatlórudak Hall-forgattyúkkal hajtották az első kapcsolt kerékpárt. A mozdony síktolattyúkkal készült, amelyeket a főkereten belülre szereltek. A keresztfejek két vezetékesek voltak. A Stephenson-rendszerű vezérmű keresztezett kivitelű volt, a főkereten belül helyezkedett el. Az excentereket a középső, hajtott tengelyre ékelték fel. 
A tekintettel arra, hogy mind az állókazán, mind a hengerek a szélső tengelyek vonalán kívül helyezkedtek el (azaz „túllógó tömegek” voltak) a mozdonyok járása nagyobb sebességeknél nyugtalan, imbolygó volt, melyet még fokozott a magasabb sebességnél előnytelen keresztezett vezérmű.
A mozdonyt magát fékberendezéssel nem szerelték fel, csak a szerkocsi kerékpárjait fékezték kézifékkel. Későbbiekben a II. osztályú mozdonyokat is felszerelték Westinghouse-rendszerű légfékkel, ez azonban továbbra is csak a szerkocsit fékezte. A mozdonyhoz a MÁV-nál ekkor általánosan alkalmazott, később B (illetve légfékkel A) típusként jelölt háromtengelyes szerkocsit kapcsoltak.

## Elterjedésük
A típusból a MÁV közvetlenül csak 15 darabot szerzett be, de a MÁV mellett sok magyar és egy osztrák magántársaság is állított szolgálatba ilyen típusú mozdonyt. Valamennyi járművet a bécsújhelyi Sigl gyártotta.
| A II. osztályú mozdonyok szállítási adatai | A II. osztályú mozdonyok szállítási adatai | A II. osztályú mozdonyok szállítási adatai | A II. osztályú mozdonyok szállítási adatai | A II. osztályú mozdonyok szállítási adatai | A II. osztályú mozdonyok szállítási adatai                        |
| Vasút                                      | Mennyiség                                  | Gyártási idő                               | Osztály/ sorozatjel                        | Pályaszám                                  | Megjegyzés                                                        |
| ------------------------------------------ | ------------------------------------------ | ------------------------------------------ | ------------------------------------------ | ------------------------------------------ | ----------------------------------------------------------------- |
| MÁV                                        | 15 db                                      | 1869–1870                                  | II. osztály                                | 27, 32–34, 88–92, 97–98, 105–107 és 129    | –                                                                 |
| MÉKV                                       | 21 db                                      | 1869–1873                                  | II. osztály                                | 1–21                                       | nagyobb tömegű és kismértékben módosított kazánú kivitel          |
| MKV                                        | 17 db                                      | 1870–1873                                  | II. osztály                                | 11–27                                      | –                                                                 |
| MNyV                                       | 8 db                                       | 1870–1872                                  | II. osztály                                | 1–8                                        | –                                                                 |
| EEV                                        | 3 db                                       | 1872                                       | II. osztály                                | 36–38                                      | a mozdonyok nevei: „BRANYICSKA”, „KONOP” és „GURASZÁDA”           |
| LCJE                                       | 4 db                                       | 1873                                       | IIId. sorozat                              | 28"–31"                                    | a mozdonyok nevei: „LOT”, „GWIAZDA”, „SIŁA” és „POSTEP”           |
| KsOd                                       | 6 db                                       | 1873                                       | IIb. osztály                               | 3–8                                        | 1 524 mm-es hajtókerék-átmérővel                                  |
| EMGV                                       | 3 db 1 db                                  | 1874 1885                                  | II. osztály                                | 8", 9", 21" 22                             | –                                                                 |
| GYSEV                                      | 4 db                                       | 1874–1875                                  | II. osztály                                | 1–4                                        | –                                                                 |
| VVV                                        | 3 db                                       | 1876–1877                                  | II. osztály                                | 1–3                                        | kazánnyomás: 8,8 bar a mozdonyok nevei: BREUNNER, ERDŐDI és ZICHY |

Az Lemberg-Czernowitz-Jassy Eisenbahn a mozdonyait 1878-ban 128–131 pályaszámokra számozta át.
A MÁV 6 db mozdonyát (89–91, 97–98 és 129) 1881-ben az Északi Főműhelyben átépítette és eredeti pályaszámaik megtartásával a IIb. osztályba (később 240 sorozat) sorozta be.
A GYSEV 3 pályaszámú mozdonyt 1890-ben, a 2 pályaszámút 1891-ben III. osztályú C tengelyelrendezésű tehervonati mozdonnyá építette át. A két mozdony új pályaszáma 18 és 19 lett.

## Államosítások

### Magyarország
Az egyes magánvasutak államosításakor a Magyar Királyi Államvasutak a Vágvölgyi Vasút, a Magyar Keleti Vasúttársaság és az Első Erdélyi Vasút valamennyi II. osztályú mozdonyát átvette és azokat 171–173, 211–227, 228–230 pályaszámokkal sorozta be az állományába. Rövidesen a 215–217, 219–220 és 222 pályaszámúakat elcserélte az Magyar Nyugoti Vasúttal III. osztályú (később 335 sorozat), ahol azok a 9–14 pályaszámokat kapták. Az MNyV államosításakor, 1889-ben ezek azonban négy másik II. osztályú mozdonnyal (1–3,7 és 9–14 pályaszámok) újra a MÁV-hoz kerültek, ahol a 850–859 pályaszámokat kapták.
Az EMGV 1889-es államosításakor egyetlen, a 22 pályaszámú II. osztályú mozdony került a MÁV-hoz 1001 pályaszámmal.
A Magyar Északkeleti Vasút állami kezelésbe vételével társaság mind a 21 db II. osztályú mozdonya a MÁV-hoz került 1079–1099 pályaszámokkal besorozva.  
A járművek nyilvántartásának átláthatósága érdekében 1891-ben bevezetett második számozási rendszerben az 58 db mozdony az osztályjelzés változatlansága mellett az 1001–1058 pályaszámokat kapta, az addigi pályaszámok növekvő sorrendjében.

### Ausztria
Az EMGV 1889-es államosításakor a 8", 9" és 21" pályaszámú mozdonyok a kkStB-hez kerültek, ahol a 19.01–03 pályaszámokat kapták. Amikor 1889-ben az MNyV-t felosztották a kkStB és a MÁV között, a 4–6 és 8 pályaszámú II. osztályú került a kkStB-hez, ahol a 19.04–07 pályaszámcsoportba sorolták. Végül az LCJE négy mozdonya került államosítással a kkStB tulajdonába 1889-ben, mely a 19.08–11 pályaszámokra számozta át. Az 1890-es években a sorozat mozdonyait a kkStB 1,71 m² rostélyfelületű, 10 bar nyomású kazánnal látta el.

## Kései GYSEV-mozdonyok

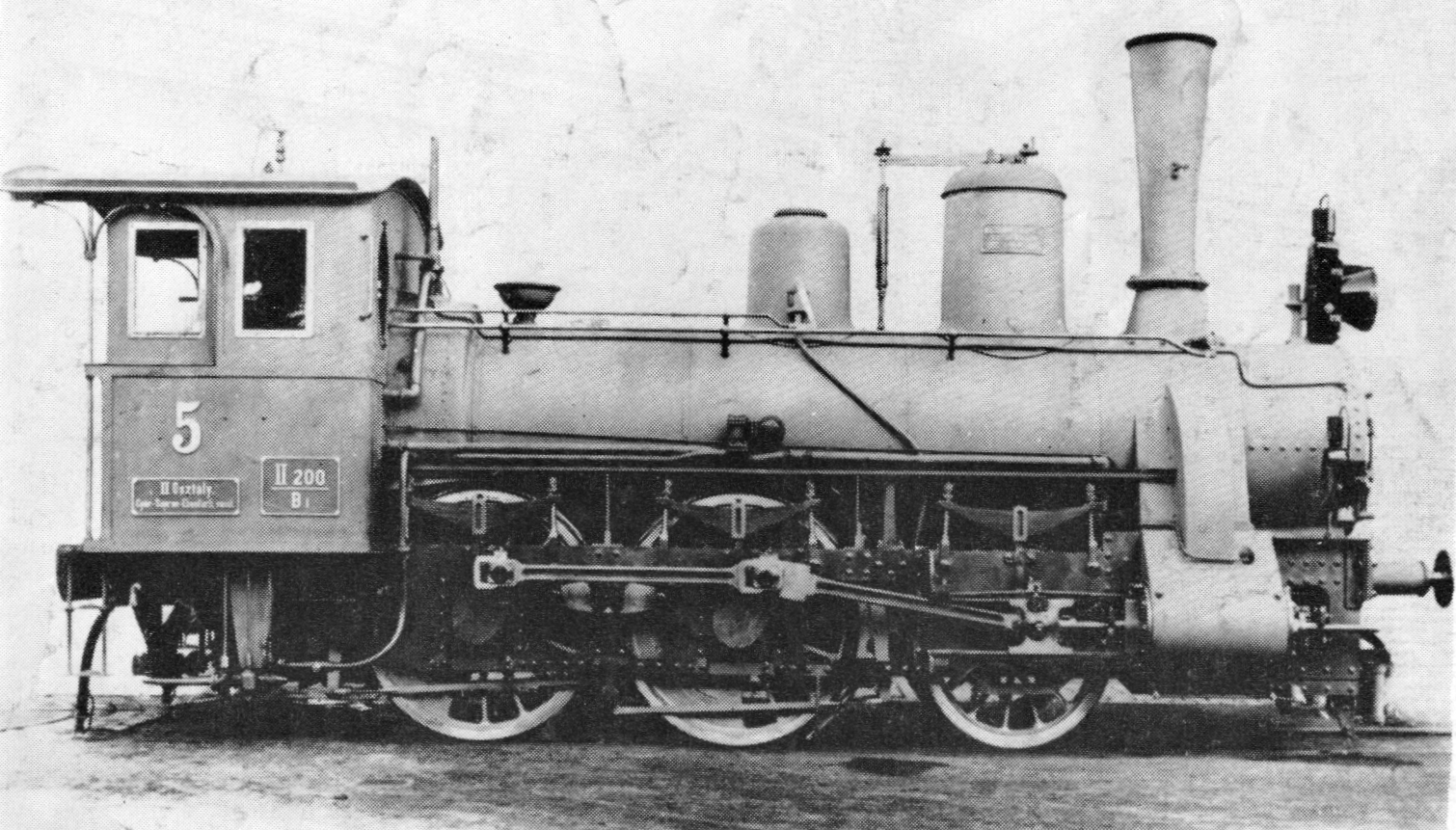
A GYSEV II. osztályú, 5 pályaszámú mozdonya

A II. osztályú mozdonyok utolsó példányait a Győr–Sopron–Ebenfurti Vasút állította forgalomba. Meglevő 1–4 pályaszámú II. osztályú mozdonyai mellé 1902-ben kettő, míg 1906-ban és 1909-ben között további egy-egy ilyen mozdonyt vásárolt. A mozdonyokat az akkor érvényben lévő rendelkezés szerint idehaza kellett beszerezni, így azokat a Magyar Királyi Állami Vasgyárak szállította 591–3 szerkezetszámon (a szerkocsik az S 201–2, 4 szerkezetszámon készültek). A mozdonyok amerikai füstszekrénnyel készültek és kazánnyomást a nagyobb teljesítmény és gazdaságosabb működés érdekében 10 bar-ra növelték. Az 5–8 pályaszámokkal besorozott mozdonyok engedélyezett legnagyobb sebesség is magasabb, 65 km/h lett. Ez a sebesség a GYSEV akkori pályaviszonyai mellett teljesen elegendő volt. Mindezek ellenére a típus ekkor már teljesen korszerűtlennek számított a 12-13 bar kazánnyomású, jóval nagyobb teljesítményű, gazdaságosabb és nyugodtabb futású 2'B tengelyelrendezésű gyors- és személyvonati mozdonyok között.

## Üzemük
A mozdonyok a MÁV és a legtöbb hazai magánvasút szabványos síkvidéki személyvonati gépei lettek, melyek a társaságok minden elsőrangú pályáján megtalálhatók voltak. Sőt ezen kívül a korai időszakban gyorsvonatokat is továbbították, egyrészt más, alkalmasabb mozdonyok híján, másrészt ekkor a gyorsvonatok jellemzője nem a nagy sebesség volt, hanem az, hogy csak kevés helyen álltak meg. Nagyobb teljesítményű és sebességű Ia. osztályú (később: 220 sorozat) és Id. osztályú (később: 221 sorozat) mozdonyok megjelenése és elterjedése után a II. osztályú mozdonyok kisebb jelentőségű, helyi személyvonatokat továbbítottak, végül már csak állomási tolatószolgálatot láttak el.
A mozdonyok 1894-től új hadijelet kaptak, mely a típus esetén  {\displaystyle {\tfrac {\mathrm {II\ 200} }{\mathrm {B} _{1}}}}  lett.
A MÁV II. osztályú mozdonyai 1911-ben a 238 sorozatjelet kapták, de például a GYSEV gépei selejtezésükig az eredeti jelölésükkel közlekedtek. A MÁV már 1911-ben megkezdte a mozdonyok selejtezését és az első világháború végére már csak 47 db volt állagban. A típus nagyjavítását 1918. január 29-ével teljesen beszüntették, így ettől az időponttól csak már kisebb futójavításokat végeztek el a mozdonyokon, a következő esedékes nagyjavítás előtt pedig javítatlanul félreállították őket.

## Az első világháború után
A vesztes első világháború után az elszakított területeken maradt, a tanácsköztársaság bukását követő román megszállás során elhurcolt, valamint a trianoni békeszerződés következtében az utódállamoknak ítélt vasúti járművek között a 238 sorozatú mozdonyok egy része is a határokon túlra került. A mozdonyok eloszlása az alábbiak szerint alakult:
- MÁV: 22 db
- CFR: 11 db
- SHS: 14 db

### Románia
A CFR-hez került mozdonyok a járművek felosztása előtt Kolozsvár, Nagyvárad, Tövis fűtőházaknál szolgáltak és a másodrangú személyvonatokat továbbítottak. Állomásításuk és pályaszámuk 1919. után sem változott, ugyanott közlekedtek személy- és tolatós vonatokkal. A mozdonyok selejtezésére 1930–1934 között került sor.

### Jugoszlávia
Az SHS az állagába került mozdonyokat 1933-ig mind selejtezték, így a JDŽ már egyetlen példányt sem vett át.

### Csehszlovákia
A KsOd mozdonyait a ČSD vette át, de új sorozatjelet és pályaszámot (232.101) már csak egyetlen gép kapott és azt is selejtezték 1924-ben.

### Ausztria
A kkStB 11 db 19 sorozatú mozdonya közül csak négy érte meg a háború végét. Három mozdony a PKP-hez került, ahol 1926-ig kiselejtezték őket. Kijelölt sorozatjelüket (Oc 13) vélhetőleg már nem kapták meg. Az egyetlen Ausztriában maradt példányt a BBÖ 1925-ig selejtezte.

### Magyarország
A MÁV a 238 sorozatú mozdonyok selejtezését a háború után is folytatta; 1927-ig az összes példányt törölték az állagból.
A GYSEV II. osztályú mozdonyai a használt, OMÁV-eredetű Ig. osztályú 1B1 tengelyelrendezésű gőzmozdonyok, a benzinmotoros sínautók és Ganz-sínautóbuszok, majd a benzin-mechanikus motorkocsik beszerzésével feleslegessé váltak és 1928-ban (a 8 pályaszámú mozdonyt mindössze 19 év szolgálat után!) egy kivételével selejtezték őket. A vasúttársaság soproni műhelye a megmaradt 7 pályaszámú mozdonyt 1937-ben C tengelyelrendezésű tehervonati mozdonnyá építette át, mely a 10-es pályaszámot kapta.